# Kannagatta, Nagamangala
Kannagatta là một làng thuộc tehsil Nagamangala, huyện Mandya, bang Karnataka, Ấn Độ.